# Locana
Locana – miejscowość i gmina we Włoszech, w regionie Piemont, w prowincji Turyn.
Według danych na rok 2018 gminę zamieszkiwało 1500 osób, 11 os./km².
Obecnie Locana ma duży problem z wyludnieniem i proponuje nowo przyjezdnym dobre warunki na osiedlenie się w miejscowości.